# Calling Lake (Alberta)
Calling Lake est un hameau (hamlet) de Opportunity No 17, situé dans la province canadienne d'Alberta.

## Démographie
En tant que localité désignée dans le recensement de 2011, Calling Lake a une population de 189 habitants dans 61 de ses 99 logements, soit une variation de 3,8 % avec la population de 2006. Avec une superficie de 8,674 2 km2, le hameau possède une densité de population de 21,788 8 hab/km2 en 2011.
Concernant le recensement de 2006, Calling Lake abritait 182 habitants dans 57 de ses 102 logements. Avec une superficie de 8,674 1 km2, le hameau possédait une densité de population de 21,0 hab/km2 en 2006.